# 優木夏
優木 夏（ゆうき なつ、1984年8月6日 - ）は、日本のAV女優。

## 略歴
2009年にAVデビュー。

## 作品

### アダルトビデオ
- 初撮り FILE04 NATSU （2009年2月25日、HATSUDORI）
- エロ一発妻 〜AVに応募してきた主婦たち16〜 （2009年3月12日、プレステージ）
- 人妻ナイトクルーズ 16 （2009年3月12日、プレステージ）
- 東京25時 Vol.29 （2009年3月12日、フルセイル）
- 満たされない若妻 ちなつ （2009年3月12日、S級素人）
- HANABI 19 （2009年4月1日、プレステージ）
- 新任先生‘なっちゃん’ （2009年4月7日、BeFree）
- 現役大手百貨店 高級ジュエリー店販売員 （2009年4月17日、S級素人）
- オンナがその気になったら 1 （2009年4月22日、プレステージ）
- 夫には内緒で… 優木夏 （2009年5月7日、BeFree）
- 夫に内緒でヤラせる若妻 性態記録 佳奈さんの場合 （2009年5月13日、EROS HEARTS）
- 隣の奥さんに教えた性癖 優木夏 （2009年5月21日、タカラ映像）
- 妻、汚れたカラダ 優木夏 （2009年6月4日、タカラ映像）
- 路地裏人妻中出し 夏 （2009年6月7日、桃太郎映像出版）
- ピンク色の淫獣 優木夏 「暴発裸体」 （2009年6月13日、百花美人）
- 人妻中出し哀願 6 （2009年7月24日、青空ソフト）
- ボイン大好きしょう太くんのHなイタズラ （2009年9月3日、グローリークエスト）
- 誘惑、女教師。 男子をたぶらかす年上のオンナ （2009年9月15日、ドリームチケット）
- こんなに暑いとピチT、HOTパンツの若い女からはムレたイヤらしい匂いがします。 （2009年9月17日、グローリークエスト）オムニバス作品 他出演:沢尻もえ、川上ゆう、愛沢蓮、水嶋あずみ、真咲南朋
- 足コキ黒ストッキングOL (2009年10月16日、TMA)オムニバス作品 他出演:橘れもん、倖田みらい、春風えみ、早乙女ルイ、大塚咲、麻美らん、水城奈緒、雪乃、楓姫輝
- 汗だくで腰を振りたくて （2010年1月13日、百花美人）
- 接吻しまくり舐めまくり長舌ドすけべお姉さん （2010年1月25日、Fantasista）
- おねだり鬼顔射 （2010年2月25日、Fantasista）
- Fantasticフェラチオコンピレーション8時間! (2010年11月25日、Fantasista)オムニバス作品 他出演:愛菜りな、蒼井リナ、あすか伊央、新井かすみ、安西瑠菜、一条愛美、小桜沙樹、桜美沙希、志村玲子、田村美羽、つかさともね、長谷川杏実、浜野杏里、HITOMI、星優乃、水沢芦花、みなみゆき、MOKA、望月愛衣、RICA